# Private Eyes (Album)
Private Eyes ist das zehnte Studioalbum von Hall & Oates aus dem Jahr 1981. Es erschien am 1. September 1981 bei RCA Records.

## Geschichte
Das Album wurde von Hall & Oates selbst produziert und in den Jahren 1980 und 1981 mit Neil Kernon als Koproduzent und Toningenieur in den Electric Lady Studios aufgenommen. Kernon mischte es auch ab. Jerry Marrotta ist am Schlagzeug zu hören, bei vier Titeln spielte Mickey Curry. Daryl Hall spielte Keyboards, Synthesizer, Gitarre (Mandar), Streicher (Mandola, Mandoloncello) sowie Timbales und er programmierte das Computerschlagzeug. John Oates spielte Keyboards, Gitarre und Mandogitarre. Das Saxofon übernahm Charlie De Chant. Larry Fast spielte weitere Keyboards. Den Bass spielte John Siegler.

## Titelliste
| Nr. | Titel                             | Texter                                                | Länge |
| --- | --------------------------------- | ----------------------------------------------------- | ----- |
| 1.  | „Private Eyes“                    | - Sara Allen - Janna Allen - Daryl Hall - Warren Pash | 3:39  |
| 2.  | „Looking for a Good Sign“         | Hall                                                  | 3:57  |
| 3.  | „I Can’t Go for That (No Can Do)“ | - S. Allen - Hall - John Oates                        | 5:09  |
| 4.  | „Mano a Mano“                     | Oates                                                 | 3:56  |
| 5.  | „Did It in a Minute“              | - S. Allen - J. Allen - Hall                          | 3:39  |

| Nr. | Titel                   | Texter                    | Länge |
| --- | ----------------------- | ------------------------- | ----- |
| 6.  | „Head Above Water“      | - S. Allen - Hall - Oates | 3:36  |
| 7.  | „Tell Me What You Want“ | - S. Allen - Hall         | 3:51  |
| 8.  | „Friday Let Me Down“    | - S. Allen - Hall - Oates | 3:35  |
| 9.  | „Unguarded Minute“      | - S. Allen - Hall - Oates | 4:10  |
| 10. | „Your Imagination“      | Hall                      | 3:34  |
| 11. | „Some Men“              | Hall                      | 4:15  |

| Nr. | Titel                                                 | Texter                         | Länge |
| --- | ----------------------------------------------------- | ------------------------------ | ----- |
| 12. | „Your Imagination“ (Disco Mix)                        | Hall                           | 5:41  |
| 13. | „I Can’t Go for That (No Can Do)“ (Extended Club Mix) | - S. Allen - Hall - John Oates | 6:04  |

## Rezension
Stephen Thomas Erlewine schrieb bei AllMusic: „Though they continued their streak of excellent hit singles, Private Eyes was the culmination of the sound they’d been developing since Along the Red Ledge, and it stands as the pinnacle of their time as the biggest pop act in the U.S.A.“

## Charts
Das Album erreichte Platz fünf der US-amerikanischen Billboard 200.